# Dorfkirche Trampe (Breydin)

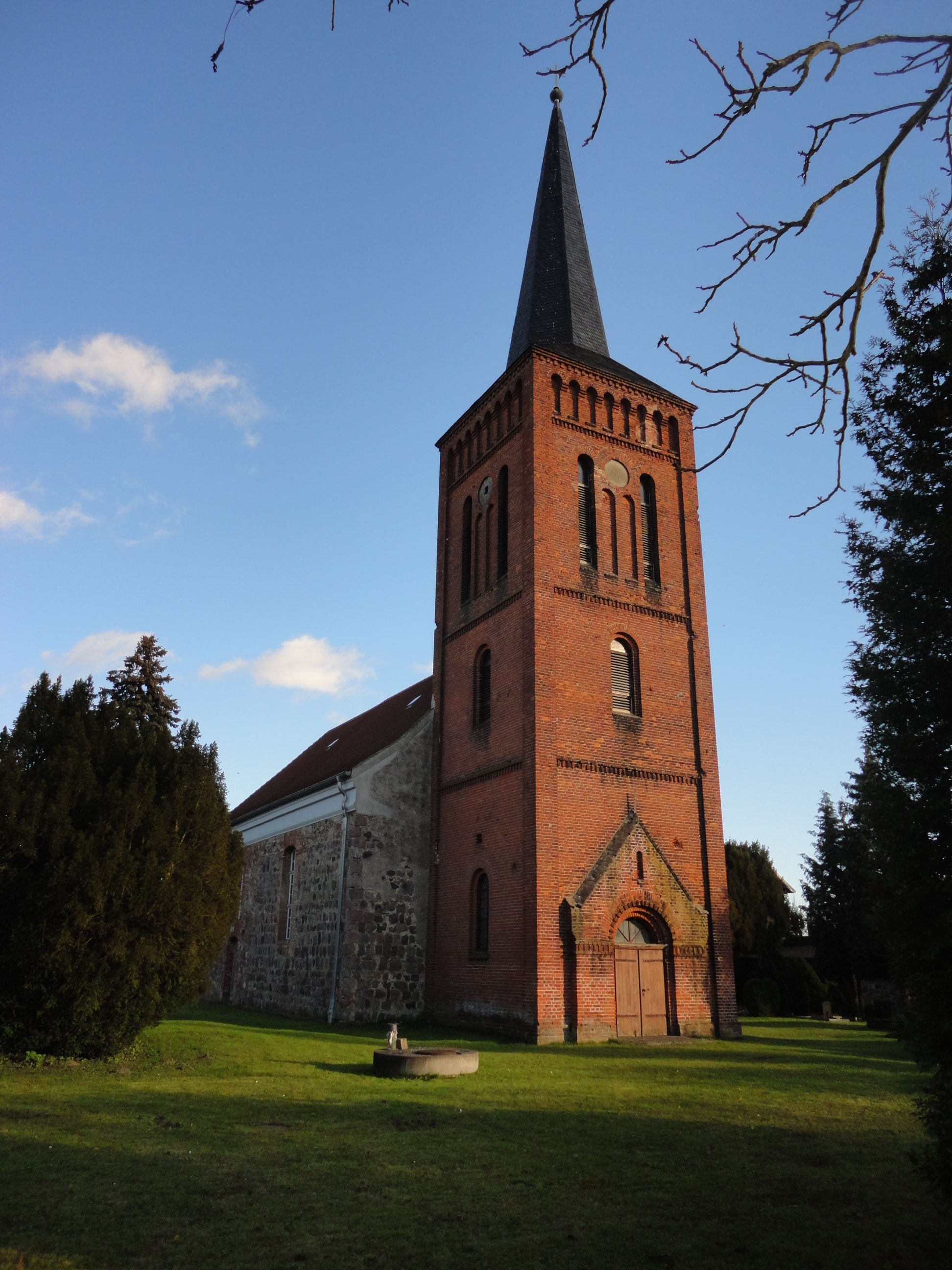
Dorfkirche Trampe (Breydin)

Die evangelische, denkmalgeschützte Dorfkirche Trampe steht in Trampe, einem Ortsteil der Gemeinde Breydin im Landkreis Barnim in Brandenburg. Sie gehört zum Kirchenkreis Barnim der Evangelischen Kirche Berlin-Brandenburg-schlesische Oberlausitz.

## Beschreibung
Das Langhaus der Feldsteinkirche wurde im 13. Jahrhundert gebaut, 1768/70 umgebaut und mit einem Walmdach bedeckt. 1888/89 wurde im Westen der quadratische, dreigeschossige, neuromanische Kirchturm aus Backsteinen angefügt, der mit einem achtseitigen schiefergedeckten Knickhelm bedeckt ist.
Im Innenraum des Langhauses, der mit einer verputzten Decke überspannt ist, wurden 1768 Emporen an drei Seiten eingebaut. Die Orgel wurde 1969 in der Eberswalder Orgelbauwerkstatt gebaut.